# Louis Gabriel Guérin
Pour les articles homonymes, voir Guérin.
Louis Gabriel Guérin est un homme politique français né le 6 février 1759 à Mamers (Sarthe) et décédé le 20 septembre 1827 à Paris.

## Biographie
Négociant, maire de Mamers, il est député de la Sarthe de 1791 à 1792.

## Sources
- « Louis Gabriel Guérin », dans Adolphe Robert et Gaston Cougny, Dictionnaire des parlementaires français, Edgar Bourloton, 1889-1891 [détail de l’édition]